# Stacja zakładowa
Stacja zakładowa – w myśl ustawy z dnia 25 sierpnia 2006 roku
o systemie monitorowania i kontrolowania jakości paliw (art. 2) jest to zbiór maszyn i urządzeń które są własnością przedsiębiorstwa, a które służą do zaopatrywania w paliwa pojazdów, ciągników rolniczych, maszyn nieporuszających się po drogach, a także wybranych flot, które są używane przez przedsiębiorcę.
Stacja zakładowa nie ma żadnego związku z kolejową stacją zakładową.